# John Grisham
John Ray Grisham (* 8. února 1955, Jonesboro) je americký spisovatel.
Narodil se v Jonesboru (Arkansas) v USA v baptistické rodině jako druhý ze čtyř sourozenců. Po střední škole v Southavenu se dostal na Státní mississippskou univerzitu, kde vystudoval účetnictví, rovněž zde v roce 1981 absolvoval na právnické fakultě. Poté působil jako obhájce ve věcech trestních. Nějakou dobu se věnoval také politice, kdy byl v letech 1983–1990 zvolen za demokraty členem mississippské Sněmovny reprezentantů. Právě z těchto dvou oblastí (politika a právo) získal mnoho námětů ke svým pozdějším dílům. Dnes žije se svou ženou Renne a dvěma dětmi ve Virginii. Zkušenosti začal sbírat již v době svých studií na univerzitě, kde přispíval do místních novin.
V České republice dílo Johna Grishama vydává nakladatelství Euromedia pod značkou Kalibr (dříve vycházel pod značkami Ikar a Knižní klub).
Druhým románem „Firma“ (The Firm, 1991) zaznamenal u čtenářů obrovský úspěch. Ihned po vydání se vyšplhala na první místo amerických bestsellerů. Tam ji po dvou letech vystřídal další román „Klient“ (The Client, 1993). Ještě před ním vydal další, snad nejpopulárnější, román „Případ Pelikán“ (The Pelican Brief, 1992), jehož se jen v USA prodalo na jedenáct milionů kusů. Od té doby vydává téměř jednu knihu ročně, z nichž se většina později stala bestsellery.

## Romány
| Český název                             | Původní název                  | Rok  | Synopse |
| --------------------------------------- | ------------------------------ | ---- | --- |
| …a je čas zabíjet                       | A Time to Kill                 | 1989 | Příběh z mississippského venkova, kdy byl z dvojnásobné vraždy obviněn černošský otec, jenž se mstil bělochům za znásilnění své dcery |
| Firma                                   | The Firm                       | 1991 | Příběh o mladém právníkovi, jenž nastoupil u advokátní firmy snů, která se však snová jen zdála. |
| Případ pelikán                          | The Pelican Brief              | 1992 | Drama zabývající se vyšetřováním vraždy dvou soudců Nejvyššího soudu. |
| Klient                                  | The Client                     | 1993 | O právníkovi, který před sebevraždou svěří své tajemství a ohrozí tak dramatickým způsobem život malého chlapce. |
| Cela smrti                              | The Chamber                    | 1994 | Mladý právník Adam Hall se snaží osvobodit z cely smrti svého dědečka, dlouholetého člena Ku-klux-klanu, který je ve vězení již 9 let a všechna jeho odvolání byla zamítnuta.                                                                     |
| Vyvolávač deště                         | The Rainmaker                  | 1995 | Student práv se pár dní po složení závěrečné zkoušky dostane k případu, kde stojí sám proti mocné pojišťovně, která odmítnutím zdravotní péče de facto odsoudila jeho klienta k smrti.                                                            |
| Porota                                  | The Runaway Jury               | 1996 | Pozůstalí po osobách zemřelých na následky kouření žalují o náhradu škody finančně nesmírně silnou společnost vyrábějící tabákové produkty. |
| Partner                                 | The Partner                    | 1997 | Patrick Lanigan, společník prominentní firmy v Biloxi, finguje vlastní smrt aby za pár týdnů odcizil mnohamilionovou částku z bankovního konta vlastní firmy. Nikdo nepochybuje, že Patrick žije, podaří se ho však najít ?                       |
| Advokát chudých                         | The Street Lawyer              | 1998 | Mladý advokát velké právnické firmy došel ke zlomovému bodu, kdy vnikl do firmy bezdomovec a ohoržoval několik jeho kolegů zbraní. Pátral po příčině těchto událostí a stal se advokátem chudých.                                                 |
| Poslední vůle                           | The Testament                  | 1999 | Troy Phelan, osamělý nemocný miliardář odevzdaně čekající na smrt, převeze v poslední vůli své chamtivé potomky a celé své pohádkové jmění odkáže neznámé dědičce, své nemanželské dceři Rachel.                                                  |
| Bratrstvo                               | The Brethren                   | 2000 | Trojice soudců odpykávající se trest ve věznici si přidělává vydíráním přes dopisy a v jejich zákmu se ocitne "velká ryba". |
| Malovaný dům                            | A Painted House                | 2001 | Sedmiletý Luke Chandler žije s rodiči a prarodiči v malém domě uprostřed bavlníkových polí na arkansaském venkově. Po dobu sklizně bavlny žije rodina s mexickými brigádníky a společně bojují s únavou, deštěm, vedrem a občas i jeden s druhým. |
| Vánoce nebudou                          | Skipping Christmas             | 2002 | Postarší muž se spolu s manželkou rozhodne, že tento rok nebudou slavit Vánoce. |
| Předvolání                              | The Summons                    | 2002 | Starý soudce umírá a "předvolá" svoje 2 syny k projednání poslední vůle. |
| Král advokátů                           | The King of Torts              | 2003 | Mladý veřejný obhájce chudých narazí na sérii nevysvětlitelných vražd. |
| Trenér                                  | Bleachers                      | 2003 | Hráč fotbalového týmu Neely Creshaw se vrací po 15 letech do Messiny v očekávání smrti nemocného trenéra. |
| Poslední porotce                        | The Last Juror                 | 2004 | Mladý novinář William Traynor dorazí do Clantonu na praxi a posléze se stane majitelem místních novin. |
| Lobbista                                | The Broker                     | 2005 | Příběh o lobbistovi, kterému se do rukou dostane do ruky satelitní sledovací systém a pokusí se ho prodat. |
| Nevinný muž                             | The Innocent Man               | 2006 | |
| Hra o pizzu                             | Playing for Pizza              | 2007 | Příběh zneuznaného hráče NFL který objeví, že profi americký fotbal se dá hrát i v takové zemi, jako je Itálie. A že ani tam se výhry nerodí úplně snadno.                                                                                        |
| Odvolání                                | The Appeal                     | 2008 | Chemická firma Krane je žalovaná za kontaminaci vody ve měste a tento rozsudek se snaží zvrátit odvoláním. |
| Společník                               | The Associate                  | 2009 | |
| Mississippské povídky                   | Ford County - stories          | 2010 | Sedmička Grishamových povídek zavádí čtenáře na americký Jih do mississippského okresu Ford, kde v podobě humorných i smutných příběhů několika obyvatel autor mistrně zachycuje místní životní koloběh a kolorit.                                |
| Theodore Boone - právník školou povinný | Theodore Boone                 | 2010 | |
| Přiznání                                | The Confession                 | 2011 | |
| Amatéři                                 | The Litigators                 | 2011 | |
| Theodore Boone - únos                   | Theodore Boone - The Abduction | 2011 | |
| Calico Joe                              | Calico Joe                     | 2012 | |
| Podfuk                                  | The Racketeer                  | 2012 | |
| Theodore Boone - obviněný               | Theodore Boone - The Accused   | 2012 | |
| Platanová alej                          | Sycamore Row                   | 2013 | |
|                                         | Theodore Boone - The Activist  | 2013 | |
| Grayova hora                            | Gray Mountain                  | 2014 | |
| Osamělý střelec                         | Rogue Lawyer                   | 2015 | |
| Píšťalka                                | The Whistler                   | 2016 | |
| Obchodník                               | Camino Island†                 | 2017 | |
| Pohledávka                              | The Rooster Bar                | 2017 | |
| Zúčtování                               | The Reckoning                  | 2018 | |
| Ochránci                                | The Guardians                  | 2019 | |
|                                         | Camino Winds†                  | 2020 | |
| Čas odpouštět                           | A Time for Mercy               | 2020 | |

## Filmové adaptace
Mnoho jeho románů bylo rovněž zfilmováno. Nejznámější je nejspíše „Případ Pelikán“ s Julií Robertsovou a Denzelem Washingtonem v režii Alana J. Pakuli.
Další filmy jsou:
- Firma (Režie: Sydney Pollack, hrají: Tom Cruise, Gene Hackman, 1993).
- Nebezpečný klient (Režie: Joel Schumacher, hrají: Susan Saradon, Tommy Lee-Jones, 1994).
- Čas zabíjet (Režie: Joel Schumacher, hrají: Matthew McConaughey, Sandra Bullock, Samuel L. Jackson, Kevin Spacey, 1996).
- Cela smrti (Režie: James Foley, hrají: Chris O'Donnell, Gene Hackman, Faye Dunawayová, 1996)
- Vyvolávač deště (Režie: Francis Ford Coppola, hrají: Matt Damon, Danny DeVito, Jon Voight, Mickey Rourke, 1997).
- Partner (The Partner) byl zfilmován pod názvem Advokát chudých (The Street Lawyer) (1998).
- Porota (Režie: Gary Fleder, hrají: John Cusack, Rachel Weisz, Gene Hackman, Dustin Hoffman, 2003).
- Vánoce nebudou byly zfilmovány pod názvem Vánoce naruby (Christmas with the Kranks) (Režie: Joe Roth, hrají: Tim Allen, Jamie Lee Curtis , Dan Aykroyd, 2004)
- scénář k filmu „Mickey“ (Režie: Hugh Wilson, hrají: Harry Connick jr, 2004).